# Adwajtawedanta

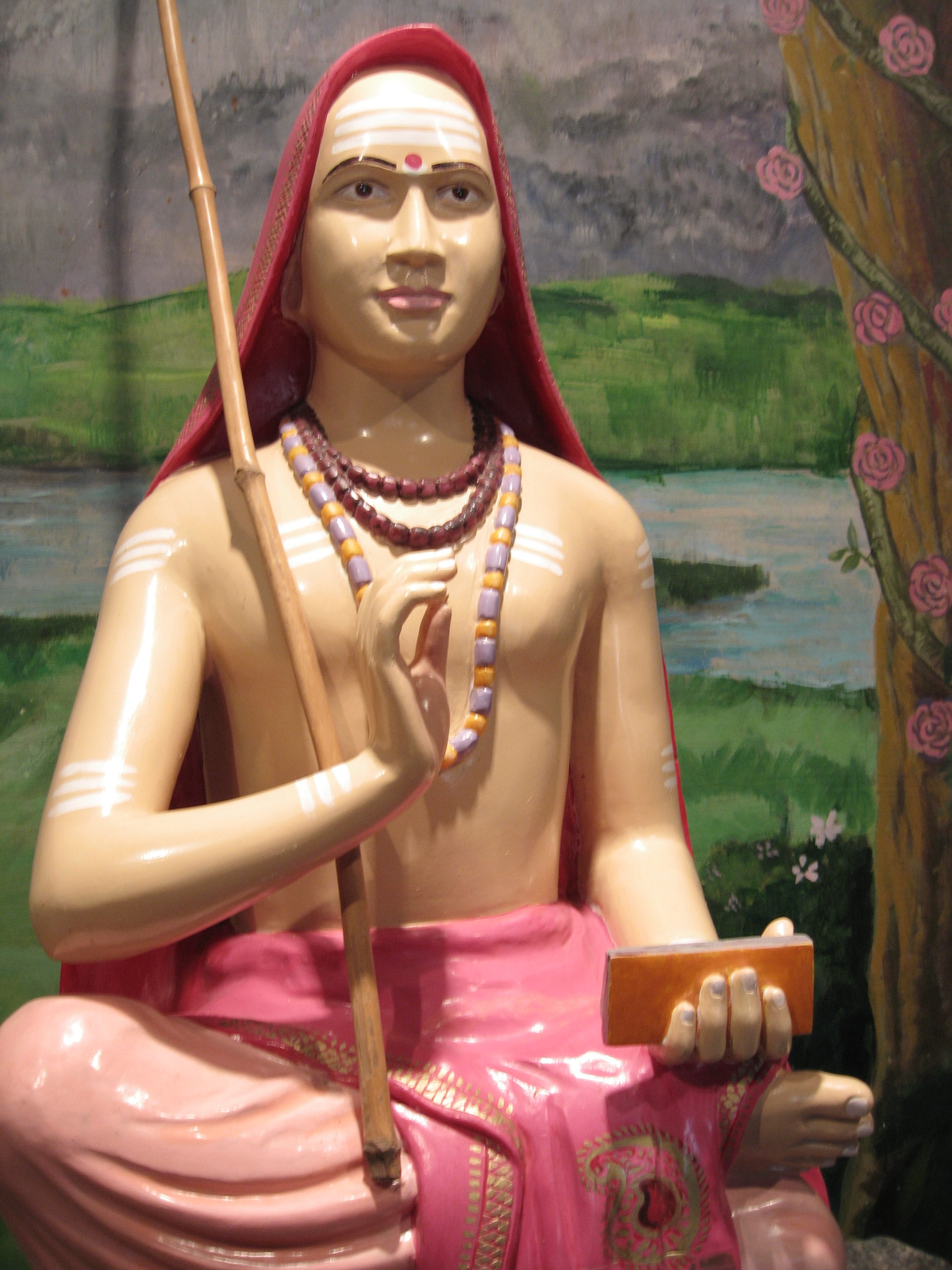
Adi Śankara – twórca Adwajty (posąg w mandirze w Mysore)

Adwajta (dewanagari अद्वैत वेदान्त, trl. advaita vedānta, niedwoistość, ang. Advaita Vedanta) – w filozofii indyjskiej – monistyczny kierunek wedanty. Jego twórcą jest Adi Śankara.

## Doktryny

### Brahman
Według Adwajty jedynym realnym bytem jest Brahman. Jest to Absolut, przenika on cały wszechświat oraz wykracza poza niego, podtrzymuje go. Brahman jest Nirguna – bezpostaciowy. Znajduje się jednocześnie daleko i blisko, jest zarazem duży i mały. Nie da się go zniszczyć, nie ma wyższej rzeczywistości nad niego
Brahman to również Bóg jedyny. Można go symbolicznie przedstawić pod dowolną postacią i oddawać jej dewocyjną cześć (zob. bhakti), co pomaga w dotarciu do niego. Jest to wówczas Saguna Brahman – Brahman z atrybutami. Formą taką może być np. Wisznu, Śiwa, Dewi, Ganeśa, Surja czy Murugan. Według Śankary form tych może być bardzo wiele, wszystkie są równe i cześć oddawana dowolnej jest kierowana do tego samego Nirguna Brahmana.

### Atman
Adi Śankara uważał, że prawdziwą naturą każdej istoty jest atman, co bywa tłumaczone jako „Jaźń”. Atman i Brahman jest jednym i tym samym. Toteż każda istota jest tak naprawdę Brahmanem – między nią a Brahmanem nie ma żadnych różnic. Nie doświadcza tego jednak, gdyż przeszkadza jej zasłona mai. Gdy zasłona ta zostanie zerwana, wtedy człowiek uświadomi sobie, że jest Brahmanem, i doświadczy w pełni swej prawdziwej natury.

### Maja
Śankara uważał, że cały świat nas otaczający jest mają, czyli iluzją, wytworem, sztuczką kuglarską „wyśnioną” przez Brahmana. Oddziela ona nas od naszej prawdziwej natury: Atmana-Brahmana. U podstaw naszego trwania w mai leży awidja (niewiedza). Świat wokół nas nie jest całkowicie nieprawdziwy, w pełnym znaczeniu tego słowa, jest emanacją Brahmana, ale istnieje na niższym poziomie.
Śankara wyróżniał trzy poziomy istnienia:
1. Istnienie pozorne – sny, halucynacje itp.;
2. Istnienie empiryczne – świat, który dostrzegamy na jawie;
3. Istnienie absolutne – Brahman.

Śankara podkreślał, że nie ma istnienia wyższego od Brahmana, nie da się go unieważnić.
Przy przejściu z niższego do wyższego niższe ulega unieważnieniu (badha). Gdy stajemy się Brahmanem, świat wokół nas zostaje unieważniony, podobnie jak unieważniamy nasze sny, gdy się budzimy.
Jedyne, co jest nierzeczywiste w pełnym tego słowa znaczeniu, to łączone bezsensowne, nieistniejące słowa i pojęcia.